# 路德維希斯霍夫湖

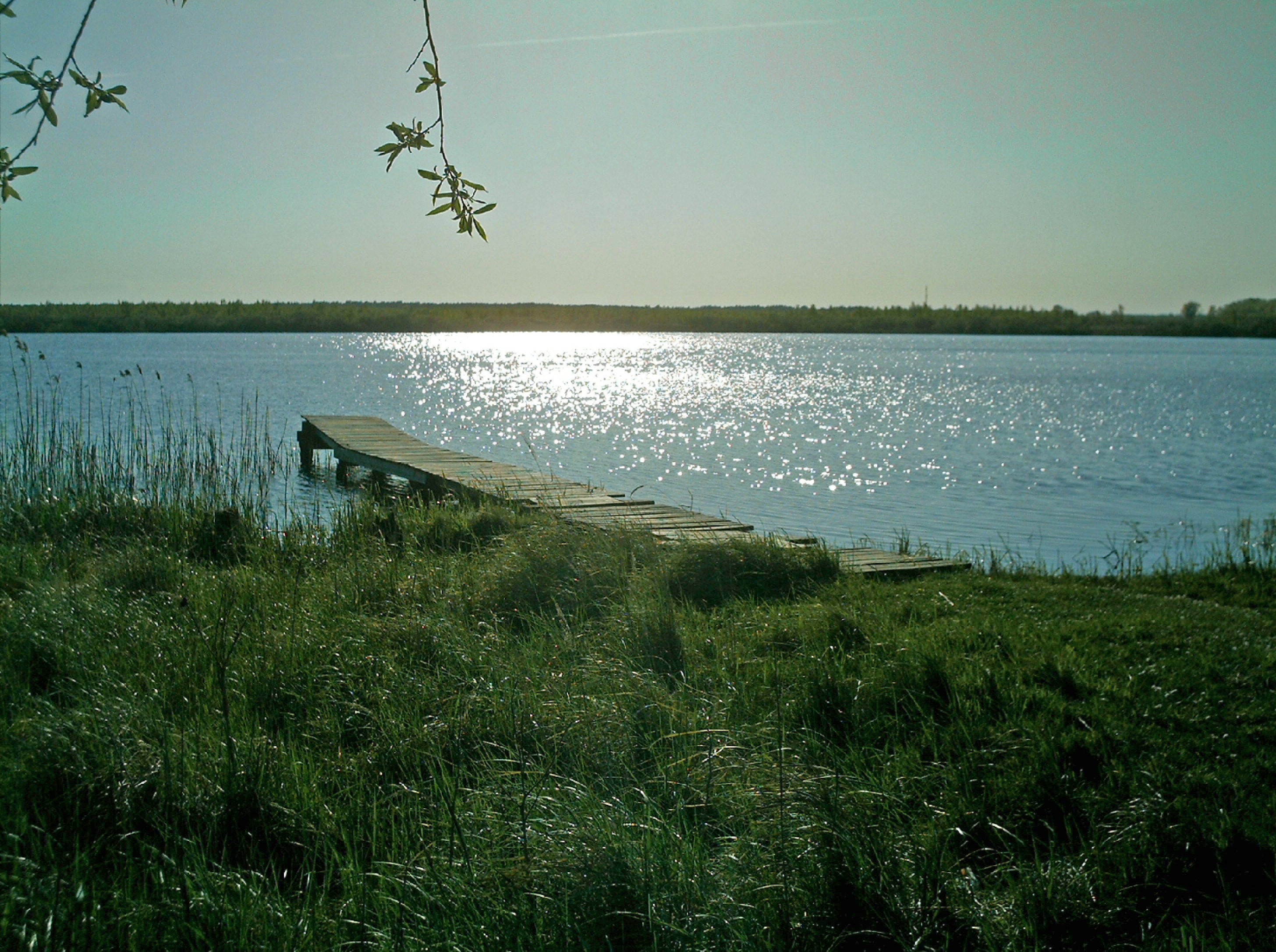

53°39′47″N 14°13′08″E / 53.663056°N 14.218889°E
路德維希斯霍夫湖（德語：Ludwigshofer See），是德國的湖泊，位於該國東北部，由梅克倫堡-前波美拉尼亞州負責管轄，處於前波美拉尼亞-格賴夫斯瓦爾德縣，長0.5公里、寬0.4公里，面積0.18平方公里，海拔高度2.8米，最大水深2.5米，湖岸線長度1.8公里。